# Driftová rychlost

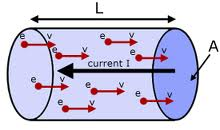
Elektron se pohybuje driftovou rychlostí na opačnou stranu

Driftová (též unášivá) rychlost elektronu je vytvořená účinky elektrického pole. Elektrony látky se při pokojové teplotě pohybují rychlostí přibližně 105–106 ms−1 (tzv. tepelná rychlost), jenže tento pohyb je zcela chaotický a v celkovém součtu je jeho hodnota rovna nule. Pokud ale mezi jeho konce připojíme zdroj elektrického napětí, vznikne uvnitř krystalické mřížky elektrické pole, které uděluje volným elektronům složku rychlosti ve směru ke kladnému pólu zdroje. Celková rychlost elektronu je pak výsledkem složení původního neuspořádaného pohybu a pohybu způsobeného elektrickým polem. Velikost driftové rychlosti lze spočítat podle vzorce
{\displaystyle v=\mu _{n}E} {\displaystyle (ms^{-1};m^{2}V^{-1}s^{-1};Vm^{-1})}
kde
- {\displaystyle \mu _{n}} - pohyblivost elektronů látky
- {\displaystyle E} - intenzita elektrického pole

Hodnoty pohyblivosti elektronu jsou například pro germanium (Ge) {\displaystyle \mu _{n}=0,38} {\displaystyle m^{2}V^{-1}s^{-1}} či pro křemík (Si) {\displaystyle \mu _{n}=0,15} {\displaystyle m^{2}V^{-1}s^{-1}}.